# Irvin D. Yalom
Irvin David Yalom, né le 13 juin 1931 à Washington, est un écrivain américain, auteur de romans, essais et autres écrits. Il est également un professeur émérite en psychiatrie de l’université Stanford, un acteur, un existentialiste et un psychothérapeute reconnu.

## Biographie

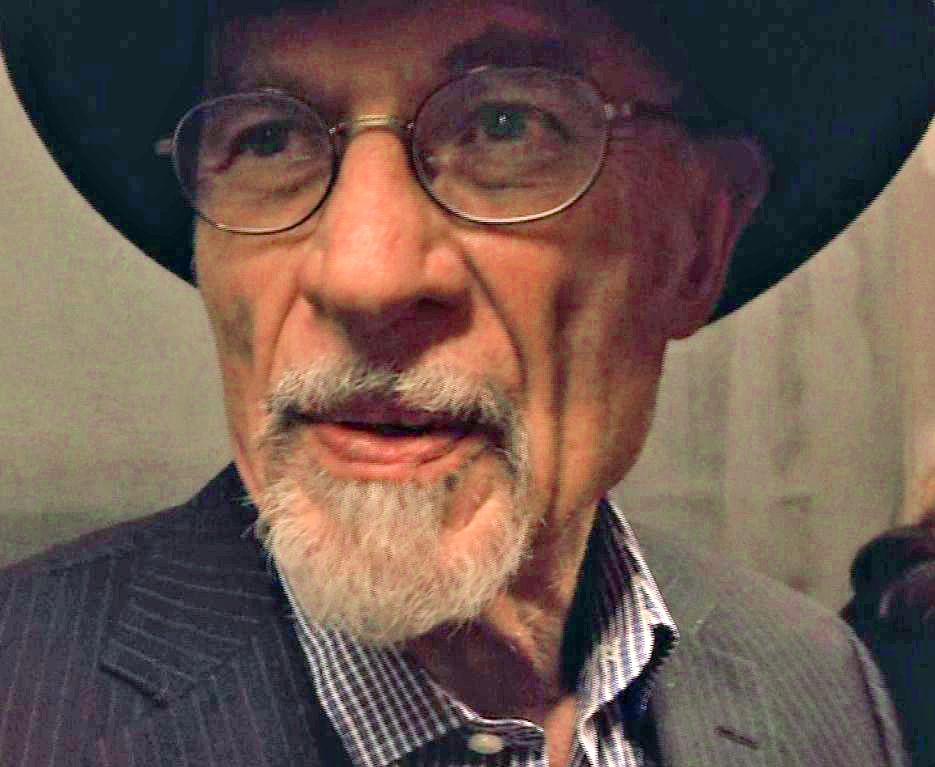
Irvin Yalom en septembre 2014

Né dans une famille juive en 1931 à Washington D.C. — ses parents, d’origine russe, avaient immigré peu après la Première Guerre mondiale — il grandit dans les quartiers populaires de la ville où règne une insécurité latente. Il passe donc la plupart de son enfance à lire, reclus à la maison. Aller à la bibliothèque devient l’une de ses seules sorties. Il lit quantité de livres en tous genres : biographies, romans, essais. Il s’engage plus tard dans des études de médecine et se tourne tout de suite vers la psychiatrie. 
Après l’obtention de son diplôme de l’université de médecine de Boston en 1956, et pour se perfectionner, il poursuit son internat au Mount Sinai Hospital de New York, puis à la Phipps Clinic of Johns Hopkins Hospital de Baltimore jusqu’en 1960. 
Après deux ans de service militaire au Tripler General Hospital d’Honolulu, à Hawaï, le docteur Yalom commence sa carrière d’universitaire à la faculté Stanford. Il est nommé Assistant Professor en 1963, puis titularisé en 1968. Il commence assez vite à traiter de la thérapie de groupe et à élaborer sa théorie de la psychothérapie existentielle. En 1970, Yalom a publié La Théorie et la pratique de la psychothérapie de groupe, abordant des travaux de recherche sur la psychothérapie de groupe et la psychologie sociale du comportement en petits groupes. Ce travail explore comment les individus fonctionnent dans un contexte de groupe et comment les membres de la thérapie de groupe tirent profit de leur groupe de participation.
Auteur d’une large littérature spécialisée, le Dr Yalom s’essaie à d’autres techniques d’écriture et publie également des romans traitant eux aussi de l’univers psychothérapeutique, tels que Et Nietzsche a pleuré (1991), Mensonges sur le divan (1996) ou encore La Méthode Schopenhauer (2005). Everyday Gets a Little Closer (1974) est, quant à lui, un récit coécrit avec une patiente dans lequel ils racontent tous deux, successivement, leur expérience et leur relation au cours de la thérapie de cette dernière. Chacun y rassemble et y décrit alternativement ses points de vue, ses sentiments au fil de l’expérience. Les œuvres du Dr Yalom sont étudiées par les étudiants en psychologie[réf. souhaitée] : notamment sa Thérapie existentielle est une référence pour les étudiants en psychothérapie existentielle et plus largement pour les praticiens des psychothérapies dites humanistes, comme la sophia-analyse, l'analyse transactionnelle ou la Gestalt-thérapie. Sa vision de la relation patient/client a été ajoutée au programme de plusieurs écoles de psychologie ou de psychanalyse comme la John Jay College of Criminal Justice de New York ou l'ISAP (Institut de Sophia-Analyse de Paris). 
En 2002, Irvin Yalom reçoit le prix Oscar Pfister, attribué par l’American Psychiatric Association pour son article « Religion et Psychiatrie ».
Son roman Et Nietzsche a pleuré est adapté au cinéma en 2007.
Irvin Yalom a donné quelques visioconférences en mai 2011 et des conférences à Paris en juin 2012,.
Le 20 mai 2015 sort le film Irvin Yalom, La Thérapie du bonheur, réalisée par la suisse Sabine Gisiger et où il joue son propre rôle.

## Œuvres

### Littérature spécialisée
- Thérapie existentielle, 2008 (Existential Psychotherapy, 1980)
- Inpatient Group Psychotherapy, 1983, guide pour mener des thérapies de groupe en hôpitaux psychiatriques
- L'Art de la thérapie, 2013 (The Gift of Therapy, an open letter to a new generation of therapists and their patients, 2002 -  En ligne)
- The Theory and Practice of Group Psychotherapy, 5e édition parue en anglais en 2005
- Le Jardin d’Épicure. Regarder le soleil en face, 2009 (Staring at the Sun, 2008)
- Comment je suis devenu moi-même. 2018 (Becoming myself: A Psychiatrist's Memoir), 2017

### Contes, nouvelles et courts récits
- Everyday Gets a Little Closer, A Twice-Told Therapy, 1974, coécrit avec Ginny Elkin (OCLC 3242670)
- Le Bourreau de l’amour, histoires de psychothérapie, 2005 (Love’s Executioner and other tales of psychotherapy, 1989)
- La Malédiction du chat hongrois, 2008 (Momma and the Meaning of Life, 1990)
- En plein cœur de la nuit, 2010, coécrit avec Robert Berger (I’m Calling the Police, 2009)
- Créatures d'un jour, Galaade Éditions, 2015 (Creatures of a Day: And Other Tales of Psychotherapy, 2015)[6]

### Romans
- Dans le secret des miroirs, 2011 (Every Day Gets a Little Closer, A Twice-Told Therapy, 1974)
- Et Nietzsche a pleuré, Galaade Éditions, 2007 ((en) When Nietzsche Wept, 1992)
- Mensonges sur le divan, 2006 (Lying on the Couch, 1996)
- La Méthode Schopenhauer, 2005 (The Schopenhauer Cure, 2005)
- Le Problème Spinoza, 2012 (The Spinoza Problem, 2012)

### Anthologie
- The Yalom Reader, 1997, incluant plusieurs essais inédits.

## Adaptations cinématographiques
- 2007 : Et Nietzsche a pleuré (en), film américain de Pinchas Perry, d'après le roman homonyme, avec Ben Cross et Armand Assante
- 2015 : Irvin Yalom, La Thérapie du bonheur, réalisée par la suisse Sabine Gisiger, où il joue son propre rôle.